# Theodor Burghele

Bustul profesorului Theodor Burghele în curtea spitalului din Bucureşti care îi poartă numele

Theodor Burghele (n. 12 februarie 1905, Iași – d. 3 iunie 1977, București) a fost un reputat medic chirurg și urolog, membru titular și președinte al Academiei Române. Theodor Burghele a fost membru de partid din 1948. Între anii 1972-1975, a deținut funcția de ministru al sănătății; a fost membru supleant al CC al PCR.

## Biografie
Theodor Burghele s-a născut la data de 12 februarie 1905 în orașul Iași, într-o veche familie de boieri moldoveni. A urmat studii la Facultatea de Medicină din Iași (1922-1928), obținând în anul 1929, la Iași, titlul științific de doctor în medicină și chirurgie cu teza "Splenomegalia micotică". A urmat apoi cursuri de specializare la Clinica de urologie din Viena (1930-1931).
Și-a început activitatea profesională ca asistent universitar la clinica chirurgicală și urologică condusă de către prof. dr. Nicolae Hortolomei, al cărui elev a fost. În anul 1937, Burghele a devenit șef de lucrări, iar în 1940 conferențiar la Catedra de Chirurgie de la Spitalul Colțea.
În anul 1946, când se înființează o clinică de chirurgie a căilor urinare la Spitalul Panduri, a fost numit în funcția de profesor universitar la Facultatea de Medicină din București și a preluat conducerea unității. Ca urmare a demersurilor prof. Burghele s-a creat în anul 1965 la acel spital o policlinică de urologie și nefrologie, unde se făceau investigații complexe asupra bolnavilor trimiși din întreaga țară, în vederea efectuării de intervenții operatorii sau a tratamentelor ambulatorii.
Între anii 1957-1972 a fost rector al Institutului de Medicină și Farmacie din București. În 1964, Teodor Burghele a fost decorat cu Ordinul Steaua României. În anul 1969 a obținut titlul de Om de știință emerit. A fost ales ca membru corespondent (1955) și apoi membru titular (1963) al Academiei Române. De asemenea, între anii 1976-1977, a fost președinte al Academiei Române.
A fost membru activ sau de onoare al mai multor societăți și foruri medicale din țară sau internaționale: Societatea română de chirurgie, Academia franceză de medicină, Asociația franceză de urologie, Societatea internațională de chirurgie, membru asociat al Academiei de Chirurgie din Paris ș.a. A făcut parte din colegiul de redacție al revistelor: Chirurgia, Urologia internationalis, European Urology, Urologija y Nephrologia, Experimentalnia Hirurgija y Anestesiologija, Excepta medica (Surgy), International Urology and Nephro.
Șef de școală chirurgicală, remarcabil chirurg și profesor extrem de sever, prof. dr. Theodor Burghele a abordat o variată gamă de probleme, atât în cercetare, cât și în diferitele studii publicate: dinamica căilor urinare superioare, tumorile renale, șocul chirurgical, anestezie și reanimare modernă, chirurgie experimentală.
În perioada 24 aprilie 1972 - 18 martie 1975, prof. dr. Theodor Burghele a deținut funcția de ministru al sănătății în guvernele din România, devenind și medicul personal al lui Nicolae Ceaușescu, care suferea de unele disfuncții ale aparatului urinar. A încetat din viață la data de 3 iunie 1977 în orașul București, în urma unui infarct miocardic.
Theodor Burghele a avut doi frați și o soră:
- Maria căsătorită cu generalul Dumitru Antonescu;
- Alexandru, funcționar de bancă;
- Constantin de profesie inginer care s-a căsătorit cu Paulina Elisa Negulescu.

Theodor Burghele a fost căsătorit cu Valentina Evghenia de origine rusească, ea fiind născută în Imperiul Rus pe 12 martie 1903. Există mențiuni documentare prin care se atestă faptul că Valentina Evghenia mai fusese căsătorită o dată, dar soțul ei a murit în timpul celui de al doilea război mondial. Această informație se regăsește în dosarele Securității. În aceste dosare se relevă și faptul că Valentina ar fi fost un timp femeie de serviciu în casa lui Theodor Burghele: în anul 1964 cei doi s-au căsătorit. Theodor și Valentina Evghenia nu au avut copii, singurul Burghele cu urmași a fost Constantin. Aceștia trăiau la București și Frankfurt.

## Lucrări
- Vitaminele în chirurgie (1944)
- Rinichiul de șoc (1962) - în colaborare cu W. Rugendorf
- Urgențele în urologie (1967) - în colaborare cu D. Bocancea, P. Simici și V. Neagu
- The neurogenic bladder in spinal cord injuries (1970)
- Erreures, fautes et risques en urologie (1971)
- Riscul uretro-vezical în chirurgia abdominală și pelvină
- Viața și opera Acad. N. Hortolomei (1972)
- Tulburări vezicale în traumatismele medulare - în colaborare cu V. Ichim
- Tuberculoza uro-genitală - împreună cu C. Blaga

De asemenea, a fost redactor al Tratatului de patologie chirurgicală (Ed. Medicală, 1975).

## Distincții
- Ordinul „Steaua Republicii Populare Romîne” clasa a III-a (10 august 1964) „pentru merite deosebite în opera de construire a socialismului, cu prilejul celei de a XX-a aniversări a eliberării patriei”[6]
- Ordinul Muncii clasa I (29 mai 1965) „pentru activitate îndelungată și merite deosebite în domeniul învățămîntului superior medical”[7]
- Ordinul „Meritul Științific” clasa I (26 septembrie 1966) „pentru merite deosebite în activitatea științifică, cu prilejul Centenarului Academiei Republicii Socialiste România”[8]
- titlul de Om de știință emerit al Republicii Socialiste România (26 iunie 1969) „în semn de prețuire a personalului didactic pentru activitatea meritorie în domeniul instruirii și educării elevilor și studenților și a contribuției aduse la dezvoltarea învățămîntului și culturii din patria noastră”[9]
- Ordinul „Meritul Sanitar” clasa I (8 aprilie 1970) „pentru merite deosebite în domeniul ocrotirii sănătății populației din țara noastră”[10]